# ليون توم
ليون توم هو مبارز بالسيف بلجيكي، (ولد في أنتويرب في بلجيكا 1888  م).

## وصلات خارجية
- ليون توم على موقع اللجنة الأولمبية الدولية (الإنجليزية)
- ليون توم على موقع أوليمبيديا (الإنجليزية)